# Зенге, Эрве Ксавье
Эрве́ Ксавье́ Зенге (фр. Hervé Xavier Zengue; 22 января 1984, Яунде) — камерунский футболист, защитник. Выступал в сборной Буркина-Фасо.

## Карьера

### Клубная
Начинал играть на родине, в Камеруне. Затем два года провел в турецком «Анкарагюджю» и португальском «Лейшойнше». Следующие два сезона, перед переездом в чемпионат России, выступал за клуб второй лиги Чехии — «Виктория Жижков». Летом 2010 года был куплен за 270 000 евро грозненским клубом «Терек». В чемпионате России дебютировал 20 сентября, в рамках 21-го тура, против «Зенита», выйдя на замену на 67-й минуте вместо Андрея Кобенко. В конце июля 2012 года «Терек» по обоюдному согласию расторг контракт с Зенге.

### В сборной
Имеет опыт выступления за национальную сборную Буркина-Фасо.